# Black Rock City, LLC
A Black Rock City LLC é a empresa que organiza o evento anual Burning Man, que termina no Dia do Trabalho americano, no lago seco do Black Rock Desert, no noroeste de Nevada. Embora a organização seja em grande parte dirigida por voluntários, ela tem uma forma lucrativa.  Sua missão afirma que seus esforços são e seu principal objetivo é estabelecer a comunidade.
Dirigida por um conselho de 6 membros da LLC, a empresa coordena o trabalho de todo o ano, nos bastidores, necessário para construir e remover uma cidade temporária de mais de 69.000 participantes.
As vendas de ingressos para eventos fornecem um orçamento multimilionário para a organização.  Essas receitas ajudam a organização a obter as autorizações necessárias do Bureau of Land Management, alugam banheiros e equipamentos portáteis, garantem serviços médicos, de combate a incêndios e policiais e cobrem outras despesas organizacionais.  A organização também detém a propriedade de um rancho próximo no vale de Hualapai, no condado de Washoe , Nevada, comprado em 2001 por US $ 70.000 para ser usado como área de teste.

## Mais informações
- Chen, Katherine. 2005.  "Incentivos incendiários: como a organização do Burning Man motiva e gerencia os voluntários." pp.   109–128 em AfterBurn: Reflexões sobre o Burning Man .  Eds.  Lee Gilmore e Mark Van Proyen.  Albuquerque, NM: University of New Mexico Press.
- Chen, Katherine K. 2009.  Ativando o Caos Criativo: A Organização Por Trás do Evento Burning Man .  Chicago, IL: University of Chicago Press.
- Chen, Katherine K. 2011.  " Lições para cidades criativas de Burning Man: como as organizações podem sustentar e disseminar um contexto criativo ".  Cidade, Cultura e Sociedade 2 (2): 93-100.
- Chen, Katherine K. 2012.  " Prospeção Artística: Destruição Cocativa no Homem Ardente ".  American Behavioral Scientist 56 (4): 570-595.
- Chen, Katherine K. 2012.  " Trabalhando para o homem: Aumentando a autoridade em uma associação voluntária ".  Pesquisa na Sociologia das Organizações 34: 135-164.
- Chen, Katherine K. 2012.  " Carismática da rotina: narrativa de significado e agência na organização do Burning Man ".  Sociologia Qualitativa 35 (3): 311-334.
- Chen, Katherine K. 2013.  " Contar histórias: um mecanismo informal de prestação de contas para organizações voluntárias ."  Setor Sem Fins Lucrativos e Voluntários Trimestral 42 (5): 902-922.
- Chen, Katherine K. e Siobhán O'Mahony. 2009  " Diferenciando os limites organizacionais ".  Pesquisa na Sociologia das Organizações 26: 183-220.
- The New York Times , "Trouble in Counterculture Utopia", de Bill Werde, publicado em 1 de setembro de 2003.  Copie disponível aqui .
- "Os organizadores do Burning Man pressionam para usar a própria terra para encenar", Jeff DeLong, Reno Gazette-Journal , Publicado em: 14/05/2003

Antes de 1998, os materiais necessários para o Burning Man eram transportados, todos os anos, para o deserto de Black Rock, mas isso não é mais viável, disse Harvey.
"Para fazer algo tão ambicioso, uma área de preparação é essencial", disse Harvey.  "Acabamos de ser californianos que transportaram toda a cidade sobre a SierraNevada."
- "Comissários do Washoe adiam a decisão do Burning Man", Jeff DeLong Reno Gazette-Journal , Publicado em: 08/07/2003
- KRNV TV News, RENO, NV, 4 de setembro, "Os organizadores do Burning Man buscam um compromisso na área de teste" A página não indica o ano, mas deve ser em 2003.
- Black Rock City, LLC acordo operacional
- Comunicado de imprensa anunciando processo em 2003 (pdf)
- www.borg2.org/larry.php3 ( arquivado em archive.org ) "Isso exigiu que gastássemos aproximadamente US$ 800.000 em melhorias no rancho em Nevada que usamos como área de preparação do evento", Larry Harvey , "Resposta de Larry Harvey para a petição ".